# Милован Бакић
Милован Мајк Бакић (енгл. Milovan "Mike" Bakic; Београд, 30. децембар 1952) je српски фудбалер који је играо на позицији нападача.

## Биографија
Одрастао је на Црвеном крсту и похађао је Основну школу „Филип Вишњић”.
Први је Србин који је играо за репрезентацију Канаде.